# Paul von Reibnitz
Pour les articles homonymes, voir Reibnitz.
Le baron Paul Maximilian Wilhelm von Reibnitz, né le 12 août 1838 à Breslau et mort le 14 février 1900 à Berlin, est un officier de marine allemand du XIXe siècle qui s'est particulièrement occupé de la formation de la Marine de son pays, à une époque où elle commence à peine à se hisser au niveau qui sera le sien rapidement plus tard.

## Biographie
Paul von Reibnitz est un fils puîné du baron Karl August Theodor Wilhelm von Reibnitz et de son épouse, née Antonie Adelheid Hentschel von Gilgenheimb.
Reibnitz entre en avril 1851 à la Koninklijke Marine (Marine royale des Pays-Bas) et fréquente l'Académie militaire de Breda. Il sert sur le brick De Zeehond du 16 juin au 1er août 1855 et il quitte ensuite la Marine royale au grade de matelot de 1re classe. Il entre le 25 août suivant dans la Marine prussienne, qui est encore embryonnaire, en tant que cadet de la marine, puis devient matelot sur les SMS Barbarossa et SMS Thetis. Après avoir suivi pendant quatre mois les cours de formation de l'institut des cadets de la Marine de Berlin, il retourne en octobre 1858 servir en tant qu'officier de compagnie sur le SMS Barbarossa. Il devient enseigne de vaisseau en décembre 1858. À partir d'avril 1859, il est officier de navigation sur le SMS Hela, sur le navire-école SMS Mercur (de), la SMS Arcona, la SMS Frauenlob et la SMS Thetis.
Le 16 décembre 1862, Paul von Reibnitz est nommé chef de compagnie à la compagnie des cadets de la Marine, puis sert pendant la seconde moitié de 1863 comme lieutenant de vaisseau sur la SMS Niobe. Ensuite, il est commandant de la 3e division de flottille à la tête des canonnières SMS Habicht (de) et SMS Cyclop (de). À l'automne 1864, Reibnitz est élevé au rang de capitaine-lieutenant et devient aide-de-camp au Haut-commandement de la Marine, puis enseigne pour un semestre à l'institut des cadets de la Marine de Berlin. Il part le 15 juin 1865 à bord de la SMS Niobe, comme enseignant de navigation, et il y est nommé premier officier en août 1866.

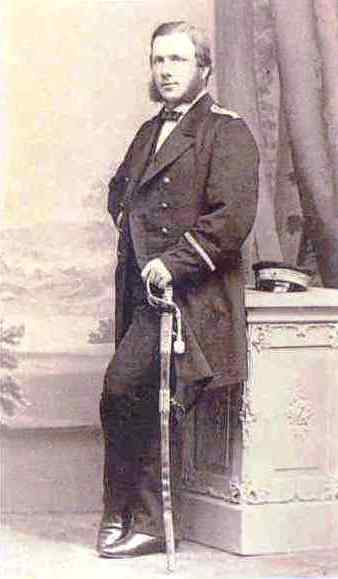
Le capitaine Paul von Reibnitz

Le baron von Reifnitz est nommé à la direction des ateliers des chantiers navals royaux de Kiel, tout en étant à partir du mois d'octobre suivant professeur de navigation à l'Académie de marine de Kiel. Du 11 mai au mois de septembre 1869, il sert comme officier de navigation à bord de la frégate SMS Kronprinz, puis devient le 22 septembre suivant premier officier à bord de la SMS Elisabeth. Il est nommé capitaine de corvette le 25 janvier 1870 et travaille à l'institut hydrographique du ministère de la Marine à partir d'avril. Lorsque la mobilisation est décrétée pour la guerre de 1870 contre l'Empire français, Reibnitz est affecté à l'état-major en tant que conseiller au Großes Hauptquartier (Haut-commandement suprême). Il est également conseiller de l'Armée du Rhin au moment du siège de Strasbourg. Il commande au tournant de l'année 1871-1872 à bord de la SMS Elisabeth. Il commande à partir de la mi-avril 1872 le SMS Rover, à la suite de quoi il devient chef du premier département de la 1re division des chantiers navals.

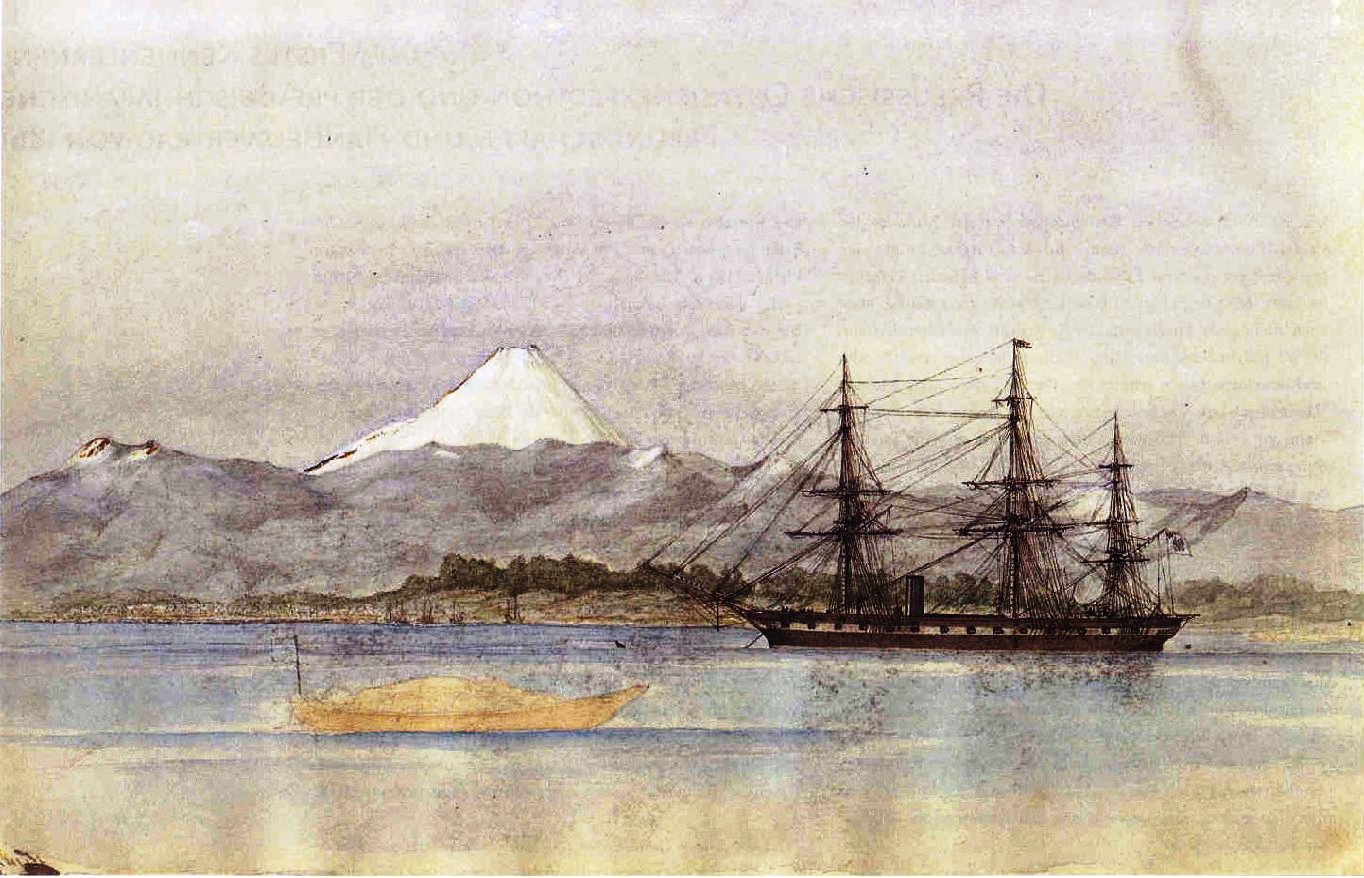
La SMS Arcona devant Yokohama

Le 16 avril 1873, il est commandant de bord de la SMS Hertha et change six mois plus tard pour la corvette SMS Arcona. Du 1er octobre 1873 au 18 décembre 1875, la SMS Arcona, navire-école des cadets de la marine, effectue un tour du monde par l'Australie et le Japon et prépare l'expédition de la SMS Gazelle qui au cours de son propre tour du monde doit observer le transit de Vénus à la fin de l'année 1874 aux îles Kerguelen.
Paul von Reibnitz est nommé capitaine de vaisseau le 20 février 1875. À partir du 17 février 1876, le capitaine von Reibnitz est commandant de la 1re division de matelots tout en commandant périodiquement la SMS Arcona et la frégate SMS Friedrich der Große (de).
Il est nommé chef de la station de Marine de la mer du Nord (c'est-à-dire Kiel) et commandant de l'Académie navale de Kiel et se marie avec Fanny Hansemann à cette époque. Il devient directeur de l'Académie navale à partir du 17 novembre 1881 pendant cinq ans. Le baron von Reibnitz est élevé au rang de contre-amiral le 16 août 1883 et il est nommé le 25 mars 1885 directeur de l'enseignement de la Marine.
Paul von Reibnitz prend sa retraite le 19 mars 1889 à l'âge de cinquante-et-un ans et s'installe à Berlin.
De son mariage avec Fanny Hansemann (petite-fille du richissime David Hansemann), il a trois enfants, Kurt (1877-1937), un temps diplomate à Washington, puis administrateur du Mecklembourg-Strelitz, proche du parti socialiste allemand, puis du parti démocrate allemand surnommé « le baron rouge »; Mathilde (1880-1946) et Elisabeth (1883-1973).

## Publications

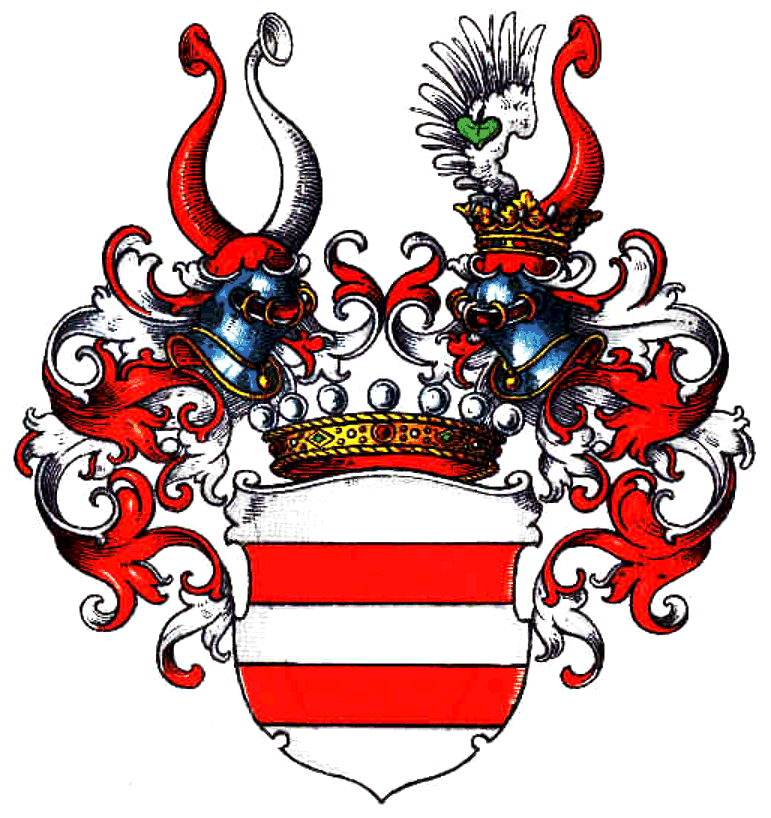
Armes des barons von Reibnitz

- Geschichte der Herren und Freiherren von Reibnitz, Berlin, E.S. Mittler & Sohn, 1901, Berlin (posthume)